# علي اعبيد
علي عبيد هو لاعب كرة قدم موريتاني (من مواليد 11 ديسمبر 1997 في مقاطعة عرفات، جنوب العاصمة الموريتانية نواكشوط) يلعب لصالح نادي ألكوركون المنافس ضمن مصاف أندية دوري الدرجة الثانية الإسباني مُعاراً من مواطنه ليفانتي.
تألق الاعب في بطولة كوتيف الإسبانية 2015 فأعجب فريق ليفانتي بالاعب فتعاقد معه هو وزميله الحسن العيد وضمهما إلى النادي الثاني لصغر سنهما وفي سنة 2016 أشرك علي عبيد في مباراته الأولى مع الفريق فتألق تألق جيد فأعلن النادي رسميا ضمه إلى الفريق رقم 1
مما جعل المنتخب الموريتاني الأول يستدعيه إلى مباريات ودية ورسمية فقد أشركه في المباراة الأولى لتصفيات أمم إفريقيا 2019 كما قد لعب أمام غينيا كوناكري في مباراة ودية مرر تمريرة جميلة جدا ومخادعة أدت إلى هدف

## وصلات خارجية
- علي اعبيد على موقع قاعدة بيانات كرة القدم.إي يو (الإنجليزية)
- علي اعبيد على موقع ناشيونال فوتبول تيمز (الإنجليزية)
- علي اعبيد على موقع Soccerway.com (الإنجليزية)